# Station Avesnelles
Station Avesnelles is een spoorwegstation in de Franse gemeente Avesnelles.

## Treindienst
| Serie | Treinsoort | Route                                         | Bijzonderheden |
| ----- | ---------- | --------------------------------------------- | -------------- |
| P 61  | TER (SNCF) | Aulnoye-Aymeries – Avesnelles – Hirson        |                |
| P 64  | TER (SNCF) | Aulnoye-Aymeries – Avesnelles – Hirson – Laon |                |